# Лопатниково
Лопатниково — деревня в Великоустюгском районе Вологодской области.
Входит в состав Марденгского сельского поселения, с точки зрения административно-территориального деления — в Марденгский сельсовет.
Расстояние по автодороге до районного центра Великого Устюга — 10,5 км, до центра муниципального образования Благовещенья — 5 км. Ближайшие населённые пункты — Огорыльцево, Сычугово, Сывороткино.
По переписи 2002 года население — 18 человек.